# Liga Futsal de 2007
A Liga Futsal de 2007 é a 12.ª edição do principal torneio de futebol de salão do Brasil, à época organizado pela Confederação Brasileira de Futsal (CBFS). Nos dias atuais, corresponde oficialmente à Liga Nacional de Futsal.
Na primeira decisão catarinense da história da competição, o Jaraguá superou o vice-campeonato da temporada anterior e conquistou o bicampeonato diante do Joinville, seu maior rival. Classificado em segundo lugar na primeira fase, o Aurinegro manteve a boa campanha e, com 8 vitórias em 10 partidas, obteve a liderança do grupo na segunda etapa. A semifinal começou com derrota para a Intelli por 5 a 3 em Barueri, forçando o Jaraguá a vencer o jogo de volta (4 a 2) e provocar a terceira partida. Com nova goleada (4 a 1), a classificação para a terceira final seguida foi alcançada. Fora de casa, os jaraguaenses não sentiram a pressão e começaram a grande decisão com uma goleada histórica de 6 a 1 sobre o Joinville. No primeiro grande jogo da Arena Jaraguá, o time da casa não se prendeu à vantagem conquistada e venceu o rival novamente, aplicando 5 a 3 e levantando o troféu pela segunda vez.
Os semifinalistas Ulbra e Intelli encerraram a temporada como terceiro e quarto colocados, respectivamente. Falcão foi eleito o melhor jogador da competição e William, também do Jaraguá, ficou com a artilharia ao marcar 31 gols.

## Fórmula de disputa
O regulamento manteve a base de edições anteriores, com leves alterações.

### Primeira fase
Os 20 participantes jogam entre si em turno único. Os 12 melhores colocados avançam para a etapa seguinte. Em casos de empate de pontuação, os critérios de desempate são, em ordem: número de vitórias, gol average (divisão do número de gols marcados pelo de gols sofridos), menor número de gols sofridos, maior número de gols marcados, confronto direto e sorteio. Se um empate técnico ocorrer pelo 12º lugar (última vaga disponível), as duas equipes disputam uma partida extra em quadra neutra.

### Segunda fase
As 12 equipes classificadas são divididas nos grupos A (1º, 3º, 5º, 7º, 9º e 12º colocados) e B (2º, 4º, 6º, 8º, 10º e 11º), confrontando os membros do mesmo grupo em turno e returno. Classificam-se para as semifinais os dois melhores colocados de cada grupo. Em caso de empate pela liderança: se entre duas equipes, são considerados os critérios de desempate; se entre três ou mais, a equipe de melhor campanha avança como líder. Se o empate ocorrer pela segunda vaga: se entre duas equipes, será realizado um playoff extra entre ambas, em quadra neutra; se entre três ou mais, aplicam-se os critérios de desempate para selecionar as duas melhores campanhas para a disputa do playoff.

### Fase final
As quatro equipes classificadas se enfrentam em cruzamento olímpico: 1ºA x 2ºB e 1ºB x 2ºA, com ida e volta. Se houver uma vitória e um empate, a equipe com vantagem avança. Em caso de dois empates ou vitórias alternadas, é realizada uma terceira partida. Se o empate persistir no tempo normal, é disputada uma prorrogação de 10 minutos com vantagem para a equipe de melhor campanha nas fases anteriores em caso de não haver definição.
A final é disputada em até três jogos entre os vencedores das semifinais. A equipe com melhor campanha nas fases anteriores tem o mando do segundo e, se necessário, do terceiro jogo. Em caso de empate no jogo decisivo, há prorrogação. Persistindo a igualdade, vence a equipe com o melhor índice técnico no somatório das fases anteriores. Se ainda assim não houver um vencedor, aplicam-se os critérios técnicos da fase classificatória.

## Participantes
| Equipe         | Parceria(s)   | Cidade             | Estado | Em 2006          | Títulos (último) |
| -------------- | ------------- | ------------------ | ------ | ---------------- | ---------------- |
| Álvares        | (nenhuma)     | Vitória            | ES     | (não participou) | 0 (não possui)   |
| Atlântico      | (nenhuma)     | Erechim            | RS     | 4.º              | 0 (não possui)   |
| Banespa        | RCG           | São Paulo          | SP     | 10.º             | 0 (não possui)   |
| Carlos Barbosa | (nenhuma)     | Carlos Barbosa     | RS     | 1.º              | 3 (2006)         |
| Cascavel       | (nenhuma)     | Cascavel           | PR     | 11.º             | 0 (não possui)   |
| Caxias         | Cortiana      | Caxias do Sul      | RS     | 16.º             | 0 (não possui)   |
| Florianópolis  | (nenhuma)     | Florianópolis      | SC     | (não participou) | 0 (não possui)   |
| Horizontina    | John Deere    | Horizontina        | RS     | 5.º              | 0 (não possui)   |
| Intelli        | Topper        | Orlândia           | SP     | 6.º              | 0 (não possui)   |
| Jaraguá        | Malwee        | Jaraguá do Sul     | SC     | 2.º              | 1 (2005)         |
| Joinville      | Krona         | Joinville          | SC     | 3.º              | 0 (não possui)   |
| Macaé          | Dalponte      | Macaé              | RJ     | 20.º             | 0 (não possui)   |
| Minas          | V&M           | Belo Horizonte     | MG     | 14.º             | 0 (não possui)   |
| Petrópolis     | Poker         | Petrópolis         | RJ     | 8.º              | 0 (não possui)   |
| São Caetano    | (nenhuma)     | São Caetano do Sul | SP     | 19.º             | 0 (não possui)   |
| São Paulo      | Marília       | São Paulo          | SP     | 18.º             | 0 (não possui)   |
| Teresópolis    | Vasco da Gama | Teresópolis        | RJ     | (não participou) | 0 (não possui)   |
| Ulbra          | Suzano        | Canoas             | RS     | 15.º             | 3 (2003)         |
| Umuarama       | (nenhuma)     | Umuarama           | PR     | 9.º              | 0 (não possui)   |
| Unisul         | Penalty       | Tubarão            | SC     | 13.º             | 0 (não possui)   |

## Primeira fase
| Pos | Equipe         | Pts | J  | V  | E | D  | GP | GC | SG  | GA   | %  | Classificação                     |
| --- | -------------- | --- | -- | -- | - | -- | -- | -- | --- | ---- | -- | --------------------------------- |
| 1   | Ulbra          | 44  | 19 | 14 | 2 | 3  | 86 | 38 | +48 | 2,27 | 78 | Classificados para a segunda fase |
| 2   | Jaraguá        | 43  | 19 | 13 | 4 | 2  | 90 | 45 | +45 | 2,00 | 76 | Classificados para a segunda fase |
| 3   | Minas          | 35  | 19 | 11 | 2 | 6  | 51 | 44 | +7  | 1,16 | 62 | Classificados para a segunda fase |
| 4   | Carlos Barbosa | 35  | 19 | 10 | 5 | 4  | 40 | 28 | +12 | 1,43 | 62 | Classificados para a segunda fase |
| 5   | Intelli        | 34  | 19 | 10 | 4 | 5  | 47 | 36 | +11 | 1,31 | 60 | Classificados para a segunda fase |
| 6   | Joinville      | 32  | 19 | 8  | 8 | 3  | 50 | 38 | +12 | 1,32 | 57 | Classificados para a segunda fase |
| 7   | Teresópolis    | 29  | 19 | 8  | 5 | 6  | 48 | 48 | 0   | 1,00 | 51 | Classificados para a segunda fase |
| 8   | Horizontina    | 28  | 19 | 8  | 4 | 7  | 48 | 42 | +6  | 1,15 | 50 | Classificados para a segunda fase |
| 9   | São Caetano    | 27  | 19 | 8  | 3 | 8  | 41 | 47 | -6  | 0,88 | 48 | Classificados para a segunda fase |
| 10  | Caxias         | 27  | 19 | 7  | 6 | 6  | 57 | 51 | +6  | 1,12 | 48 | Classificados para a segunda fase |
| 11  | Umuarama       | 27  | 19 | 7  | 6 | 6  | 35 | 35 | 0   | 1,00 | 48 | Classificados para a segunda fase |
| 12  | Unisul         | 26  | 19 | 8  | 2 | 9  | 49 | 47 | +2  | 1,05 | 46 | Vaga em disputa                   |
| 13  | Atlântico      | 26  | 19 | 7  | 5 | 7  | 58 | 54 | +4  | 1,08 | 46 | Vaga em disputa                   |
| 14  | Petrópolis     | 25  | 19 | 7  | 4 | 8  | 42 | 42 | 0   | 1,00 | 44 | Eliminados na primeira fase       |
| 15  | Florianópolis  | 25  | 19 | 6  | 7 | 6  | 52 | 52 | 0   | 1,00 | 44 | Eliminados na primeira fase       |
| 16  | Banespa        | 20  | 19 | 5  | 5 | 9  | 33 | 51 | -18 | 0,65 | 36 | Eliminados na primeira fase       |
| 17  | Cascavel       | 18  | 19 | 5  | 3 | 11 | 38 | 64 | -26 | 0,60 | 32 | Eliminados na primeira fase       |
| 18  | Macaé          | 12  | 19 | 2  | 6 | 11 | 32 | 61 | -29 | 0,53 | 22 | Eliminados na primeira fase       |
| 19  | São Paulo      | 10  | 19 | 2  | 4 | 13 | 38 | 65 | -27 | 0,59 | 18 | Eliminados na primeira fase       |
| 20  | Álvares        | 3   | 19 | 0  | 3 | 16 | 32 | 79 | -47 | 0,41 | 6  | Eliminados na primeira fase       |

### Resultados
Na horizontal, os resultados como mandante. Na vertical, os resultados como visitante.
|     | ALV | ATL | BAN | CBA | CAS | CAX | FLO | HOR | INT | JAR | JOI | MAC | MIN | PET | SCA | SAO | TER | ULB | UMU | UNI |
| --- | --- | --- | --- | --- | --- | --- | --- | --- | --- | --- | --- | --- | --- | --- | --- | --- | --- | --- | --- | --- |
| ALV | —   | 5-7 | 0-3 |     | 0-0 |     | 3-8 |     | 1-5 |     |     |     |     |     |     |     | 1-4 | 1-5 | 2-2 | 1-4 |
| ATL |     | —   |     | 3-4 | 4-2 |     | 3-2 | 2-2 |     |     | 2-3 |     | 8-2 |     |     | 4-2 |     | 2-1 |     | 7-2 |
| BAN |     | 2-2 | —   | 2-0 | 3-0 |     | 0-0 | 0-3 |     |     |     |     | 1-4 |     |     | 2-3 | 2-2 | 2-3 |     | 2-1 |
| CBA | 3-2 |     |     | —   |     | 1-0 |     | 0-0 |     |     | 1-1 | 2-1 | 1-0 | 6-0 | 4-1 | 3-0 |     |     |     |     |
| CAS |     |     |     | 1-3 | —   | 7-2 |     |     | 1-3 |     | 1-8 |     | 3-4 | 2-2 | 5-3 | 3-2 |     |     |     | 3-2 |
| CAX | 5-3 | 3-1 | 6-1 |     |     | —   | 2-1 |     | 0-4 | 4-5 |     | 4-4 |     |     |     | 9-2 | 2-3 |     | 2-2 |     |
| FLO |     |     |     | 2-2 | 2-2 |     | —   | 2-1 |     |     | 3-3 |     | 1-0 | 2-1 |     |     | 1-1 | 3-7 |     | 8-4 |
| HOR | 5-3 |     |     |     | 4-2 | 1-1 |     | —   | 4-2 | 4-4 | 1-2 | 3-1 |     | 1-4 | 6-2 | 4-0 |     |     |     |     |
| INT |     | 3-3 | 1-1 | 2-2 |     |     | 3-1 |     | —   | 1-8 |     |     |     |     |     |     | 7-2 | 3-2 | 2-0 | 1-3 |
| JAR | 8-1 | 8-3 | 7-0 | 2-1 | 7-2 |     | 5-5 |     |     | —   |     |     |     |     |     |     | 4-2 | 6-5 | 3-1 | 2-3 |
| JOI | 4-1 |     | 2-2 |     |     | 2-3 |     |     | 3-2 | 4-4 | —   | 4-2 |     | 2-2 | 0-2 |     |     |     | 1-1 |     |
| MAC | 3-2 | 2-2 | 3-2 | 1-2 |     |     | 4-4 |     | 0-0 | 2-6 |     | —   |     |     |     |     | 1-2 | 1-6 | 1-2 |     |
| MIN | 5-3 |     |     |     |     | 4-6 |     | 3-1 | 4-1 | 1-4 | 3-3 | 8-2 | —   | 1-0 | 3-2 | 2-0 |     |     |     |     |
| PET | 5-2 | 5-1 | 4-5 |     |     | 1-1 |     |     | 0-1 | 1-3 |     | 2-0 |     | —   | 2-1 |     |     |     | 2-0 |     |
| SCA | 2-0 | 2-1 | 6-2 |     |     | 3-3 | 3-2 |     | 1-2 | 2-1 |     | 1-1 |     |     | —   |     | 2-4 |     | 3-1 |     |
| SAO | 1-1 |     |     |     |     |     | 5-1 |     | 0-4 | 3-3 | 1-2 | 1-1 |     | 4-4 | 2-3 | —   |     |     | 3-5 |     |
| TER |     | 3-3 |     | 4-4 | 2-1 |     |     | 5-1 |     |     | 3-4 |     | 1-2 | 3-1 |     | 2-1 | —   | 3-6 |     | 0-3 |
| ULB |     |     |     | 5-2 | 9-0 | 3-1 |     | 5-2 |     |     | 1-1 |     | 5-2 | 6-3 | 6-0 | 7-4 |     | —   |     | 2-0 |
| UMU |     | 1-0 | 4-1 | 2-0 | 3-1 |     | 3-4 | 1-4 |     |     |     |     | 1-1 |     |     |     | 2-2 | 2-2 | —   | 2-1 |
| UNI |     |     |     | 0-1 |     | 3-3 |     | 3-1 |     |     | 3-1 | 8-2 | 1-2 | 1-3 | 2-2 | 5-4 |     |     |     | —   |

### Decisão de vaga
De acordo com o regulamento, o empate de pontuação entre Unisul (12º) e Atlântico (13º) exigia a realização de uma terceira partida para decidir a equipe que ficaria com a última vaga na segunda fase. O local selecionado pela organização foi o Ginásio de Esportes Joval de Paula Souza, em Araucária, no estado do Paraná.
|        | Placar |           |
| ------ | ------ | --------- |
| Unisul | 2–3    | Atlântico |

## Segunda fase

### Grupo A
| Pos | Equipe      | Pts | J  | V | E | D | GP | GC | SG | GA   | %  | Classificação                   |
| --- | ----------- | --- | -- | - | - | - | -- | -- | -- | ---- | -- | ------------------------------- |
| 1   | Ulbra       | 18  | 10 | 5 | 3 | 2 | 28 | 20 | +8 | 1,40 | 60 | Classificados para a fase final |
| 2   | Intelli     | 17  | 10 | 5 | 2 | 3 | 20 | 17 | +3 | 1,18 | 57 | Classificados para a fase final |
| 3   | Atlântico   | 16  | 10 | 5 | 1 | 4 | 26 | 28 | -2 | 0,93 | 54 | Eliminados na segunda fase      |
| 4   | São Caetano | 13  | 10 | 4 | 1 | 5 | 23 | 26 | -3 | 0,89 | 44 | Eliminados na segunda fase      |
| 5   | Teresópolis | 11  | 10 | 3 | 2 | 5 | 19 | 20 | -1 | 0,95 | 37 | Eliminados na segunda fase      |
| 6   | Minas       | 8   | 10 | 1 | 5 | 4 | 15 | 20 | -5 | 0,75 | 27 | Eliminados na segunda fase      |

#### Resultados
Na horizontal, os resultados como mandante. Na vertical, os resultados como visitante.
|             | ATL | INT | MIN | SCA | TER | ULB |
| ----------- | --- | --- | --- | --- | --- | --- |
| Atlântico   | —   | 3-4 | 2-0 | 3-5 | 4-3 | 3-2 |
| Intelli     | 1-1 | —   | 3-1 | 4-0 | 2-1 | 3-0 |
| Minas       | 2-4 | 1-1 | —   | 3-1 | 2-2 | 3-3 |
| São Caetano | 4-1 | 2-1 | 1-1 | —   | 3-0 | 4-5 |
| Teresópolis | 1-2 | 6-0 | 2-1 | 3-2 | —   | 1-1 |
| Ulbra       | 6-3 | 2-1 | 1-1 | 5-1 | 3-0 | —   |

### Grupo B
| Pos | Equipe         | Pts | J  | V | E | D | GP | GC | SG  | GA   | %  | Classificação                   |
| --- | -------------- | --- | -- | - | - | - | -- | -- | --- | ---- | -- | ------------------------------- |
| 1   | Jaraguá        | 25  | 10 | 8 | 1 | 1 | 41 | 22 | +19 | 1,87 | 84 | Classificados para a fase final |
| 2   | Joinville      | 18  | 10 | 5 | 3 | 2 | 32 | 24 | +8  | 1,34 | 60 | Classificados para a fase final |
| 3   | Caxias         | 10  | 10 | 2 | 4 | 4 | 26 | 28 | -2  | 0,93 | 34 | Eliminados na segunda fase      |
| 4   | Umuarama       | 10  | 10 | 2 | 4 | 4 | 17 | 23 | -6  | 0,74 | 34 | Eliminados na segunda fase      |
| 5   | Carlos Barbosa | 9   | 10 | 2 | 3 | 5 | 22 | 31 | -9  | 0,71 | 30 | Eliminados na segunda fase      |
| 6   | Horizontina    | 8   | 10 | 1 | 5 | 4 | 22 | 32 | -10 | 0,69 | 27 | Eliminados na segunda fase      |

#### Resultados
Na horizontal, os resultados como mandante. Na vertical, os resultados como visitante.
|                | CBA | CAX | HOR | JAR | JOI | UMU |
| -------------- | --- | --- | --- | --- | --- | --- |
| Carlos Barbosa | —   | 4-6 | 1-1 | 4-7 | 3-1 | 0-2 |
| Caxias         | 2-3 | —   | 1-0 | 4-4 | 1-1 | 3-5 |
| Horizontina    | 3-3 | 5-4 | —   | 3-4 | 4-4 | 1-1 |
| Jaraguá        | 4-0 | 2-1 | 6-0 | —   | 3-2 | 6-3 |
| Joinville      | 4-3 | 3-3 | 5-2 | 5-4 | —   | 5-0 |
| Umuarama       | 1-1 | 1-1 | 3-3 | 0-1 | 1-2 | —   |

## Fase final
|  | Semifinais | Semifinais | Semifinais | Semifinais |  |  | Final     | Final | Final | Final |
|  |            |            |            |            |  |  |           |       |       |       |
|  |            |            |            |            |  |  |           |       |       |       |
|  | Ulbra      | 1          | 1          |            |  |  |           |       |       |       |
|  | Joinville  | 2          | 1          |            |  |  |           |       |       |       |
|  |            |            |            |            |  |  |           |       |       |       |
|  |            |            |            |            |  |  |           |       |       |       |
|  |            |            |            |            |  |  | Joinville | 1     | 3     |       |
|  |            | Jaraguá    | 6          | 5          |  |  |           |       |       |       |
|  |            |            |            |            |  |  |           |       |       |       |
|  |            |            |            |            |  |  |           |       |       |       |
|  | Jaraguá    | 3          | 4          | 4          |  |  |           |       |       |       |
|  | Intelli    | 5          | 2          | 1          |  |  |           |       |       |       |

## Premiação
| Liga Futsal de 2007          |
| ---------------------------- |
|                              |
| Jaraguá Campeão (2.º título) |

### Seleção do campeonato
| Pos.    | Vencedor          | Equipe    |
| ------- | ----------------- | --------- |
| Goleiro | Tiago             | Jaraguá   |
| Fixo    | Chico             | Jaraguá   |
| Alas    | Mithyuê           | Joinville |
| Alas    | Falcão            | Jaraguá   |
| Pivô    | Lenísio           | Jaraguá   |
| Técnico | Fernando Ferretti | Jaraguá   |

### Prêmios individuais
| Prêmio         | Vencedor          | Equipe    |
| -------------- | ----------------- | --------- |
| Melhor jogador | Falcão            | Jaraguá   |
| Revelação      | Mithyuê           | Joinville |
| Artilheiro     | William (31 gols) | Jaraguá   |

## Classificação geral
| Pos | Equipe         | Pts | J  | V  | E  | D  | GP  | GC | SG  | GA   | %  | Classificação               |
| --- | -------------- | --- | -- | -- | -- | -- | --- | -- | --- | ---- | -- | --------------------------- |
| 1   | Jaraguá        | 80  | 34 | 25 | 5  | 4  | 153 | 79 | +74 | 1,94 | 79 | Campeão                     |
| 2   | Joinville      | 54  | 33 | 14 | 12 | 7  | 89  | 75 | +14 | 1,19 | 55 | Vice-campeão                |
| 3   | Ulbra          | 63  | 31 | 19 | 6  | 6  | 116 | 61 | +55 | 1,91 | 68 | Eliminados nas semifinais   |
| 4   | Intelli        | 54  | 32 | 16 | 6  | 10 | 75  | 63 | +12 | 1,20 | 57 | Eliminados nas semifinais   |
| 5   | Carlos Barbosa | 44  | 29 | 12 | 8  | 9  | 62  | 59 | +3  | 1,06 | 51 | Eliminados na segunda fase  |
| 6   | Minas          | 43  | 29 | 12 | 7  | 10 | 66  | 64 | +2  | 1,04 | 50 | Eliminados na segunda fase  |
| 7   | Atlântico*     | 42  | 29 | 12 | 6  | 11 | 84  | 82 | +2  | 1,03 | 49 | Eliminados na segunda fase  |
| 8   | São Caetano    | 40  | 29 | 12 | 4  | 13 | 64  | 73 | -9  | 0,88 | 46 | Eliminados na segunda fase  |
| 9   | Teresópolis    | 40  | 29 | 11 | 7  | 11 | 67  | 68 | -1  | 0,99 | 46 | Eliminados na segunda fase  |
| 10  | Caxias         | 37  | 29 | 9  | 10 | 10 | 83  | 79 | +4  | 1,06 | 43 | Eliminados na segunda fase  |
| 11  | Umuarama       | 37  | 29 | 9  | 10 | 10 | 52  | 58 | -6  | 0,90 | 43 | Eliminados na segunda fase  |
| 12  | Horizontina    | 36  | 29 | 9  | 9  | 11 | 70  | 74 | -4  | 0,95 | 42 | Eliminados na segunda fase  |
| 13  | Unisul*        | 26  | 19 | 8  | 2  | 9  | 49  | 47 | +2  | 1,05 | 46 | Eliminados na primeira fase |
| 14  | Petrópolis     | 25  | 19 | 7  | 4  | 8  | 42  | 42 | 0   | 1,00 | 44 | Eliminados na primeira fase |
| 15  | Florianópolis  | 25  | 19 | 6  | 7  | 6  | 52  | 52 | 0   | 1,00 | 44 | Eliminados na primeira fase |
| 16  | Banespa        | 20  | 19 | 5  | 5  | 9  | 33  | 51 | -18 | 0,65 | 36 | Eliminados na primeira fase |
| 17  | Cascavel       | 18  | 19 | 5  | 3  | 11 | 38  | 64 | -26 | 0,60 | 32 | Eliminados na primeira fase |
| 18  | Macaé          | 12  | 19 | 2  | 6  | 11 | 32  | 61 | -29 | 0,53 | 22 | Eliminados na primeira fase |
| 19  | São Paulo      | 10  | 19 | 2  | 4  | 13 | 38  | 65 | -27 | 0,59 | 18 | Eliminados na primeira fase |
| 20  | Álvares        | 3   | 19 | 0  | 3  | 16 | 32  | 79 | -47 | 0,41 | 6  | Eliminados na primeira fase |

*A decisão de vaga entre Unisul e Atlântico não é contabilizada para a classificação geral.